# Olivier Lambert
Pour les articles homonymes, voir Lambert.
Olivier Lambert, né le 3 mai 1971 à Rennes, est un fleurettiste français.

## Carrière
Olivier Lambert est sacré champion du monde junior de fleuret en 1990 à Mödling.
Il participe à l'épreuve de fleuret par équipes aux Jeux olympiques d'été de 1992 à Barcelone, terminant à la septième place.
Champion de France de fleuret en 1995, il est sacré champion du monde de fleuret par équipes en 1997 avec Patrice Lhotellier, Lionel Plumenail et Franck Boidin. 
Il est maintenant entraîneur du Pôle Espoir Fleuret d'Aix en Provence.  